# Konstantin Černjenko
Konstantin Ustinovič Černjenko (rus. Константи́н Усти́нович Черне́нко, 24. rujna 1911. – 10. ožujka 1985.) je bio ruski političar, vođa SSSR-a i glavni tajnik KP SSSR od 13. veljače 1984. do 10. ožujka 1985. godine, to jest do smrti 13 mjeseci nakon izbora. Černjenko je od 11. travnja 1984. pa do smrti 1985. godine bio i Predsjednik Presedana Vrhovnog Sovjeta.

## Put do moći
Konstantin Ustinovič Černjenko rođen je 24. rujna 1911. godine u mjestu Boljšaja Tes. Godine 1926. pridružio se Komsomolu, a 1931. godine i KP-u. Nakon kratkog ograničavanja u frontalnoj gardi, na Sino-Sovjetskoj granici, Černjenko je postao karijerski političar. Nakon rada u regijama i u moldavskoj SSR, pozvan je u Moskvu 1960. godine, gdje je pod zaštitom Leonida Brežnjeva unaprijeđen i time je postao kandidat za Centralni komitet 1966. godine, sve do 1971. godine kada je postao punopravni član. U Politbiro se kao kandidat učlanio u listopadu 1977. godine, a punopravni član je postao u studenom 1978. godine.

## Borba moći i izbor za Glavnog tajnika
Godine 1965., Černjenko je postao Direktor osoblja u partijskom Glavnom odjelu. Nastavio je raditi kao službenik, no sada je držao jako moćnu poziciju. Imao je znanje o svim osobama iz partije, a nadgledao je prislušne i nadgledne aparate u uredima, iako je njegov glavni posao bilo potpisivanje na tisuće dokumenata dnevno. Taj je posao radio 20 godina. Čak i kad je postao Glavni tajnik, nastavio je potpisivati papire, no zahvaljujući sovjetskoj birokraciji, njegov potpis nije bio ništa važniji nego kad je bio samo službenik. Eventualno, kada se razbolio, nije bio u stanju da potpisuje dokumente te je umjesto originalnog potpisa korišten faksimil. To je još više umanjilo vrijednost njegova potpisa.
Nakon Brežnjevljeve smrti 1982. godine, Černjenko je izgubio borbu moći zbog anti-Brežnjevskih sila, koje su uključivale i KGB i Crvenu armiju, i umjesto njega, Jurij Andropov je kandidiran za Glavnog tajnika. Kada je Andropov umro u veljači 1984. godine, Černjenko je, unatoč zabrinutosti zbog njegovog zdravlja, izabran da ga zamijeni.

## Černjenko na poziciji
Černjenko je predstavljao politiku kasne Brežnjevske ere. Usprkos tome, podržavao je veću ulogu radničkih saveza, reforme u školstvu i uklanjanje birokracije. U vanjskoj politici uspio je dogovoriti trgovački pakt s NR Kinom. Unatoč pozivima za obnovljani detant, Černjenko je učinio malo da smanji hladnoratovske tenzije sa SAD-om. Na primjer, 1984. godine, SSSR je zaustavio posjet DDR-ovog vođe Ericha Honeckera Zapadnoj Njemačkoj. No u kasnu jesen 1984. godine, SSSR i SAD su se dogovorili o nastavku razgovora o naoružanju u 1985. godine.
Černjenkovo slabo zdravlje onemogućilo mu je da vlada efikasno. Njegova česta izbivanja iz ureda, nisu ostavile sumnju da je njegovo postavljanje bio samo kratkotrajna mjera u već dužoj borbi između konzervativaca i reformatora.

## Posljednji mjeseci i smrt
Član Politbiroa Viktor Grišin odveo je veoma bolesnog Černjenka iz njegovog bolničkog kreveta do glasačke kutije na izborima 1985. godine, što se općenito smatra, čak i od strane Černjenkovih protivnika, kao veoma okrutan čin. 
Zbog činjenice da je Černjenko proveo vrlo kratko vrijeme na poziciji, postoji jako malo njegovih fotografija, od kojih je većina crno-bijela. 
Konstantin Černjenko je pokopan u Kremljskoj nekropoli.

## Daljnje informacije
Černjenko je tijekom svog života radio razne poslove na raznim mjestima:

Granična garda, Partijski tajnik za jedinicu Granične garde, Agitpropov direktor u Krasnojarsku i drugim regijama, Partijski funkcionar, član i tajnik Centralnog komiteta, Član presedana Vrhovnog sovjeta, Šef presidija Vrhovnog sovjeta, Glavni tajnik KP SSSR i vođa SSSR-a.
Imao je sina sa svojom prvom suprugom (od koje se razveo), koja je postala propagandistkinja u Tomsku. Njegova druga supruga, Anna Dmitrevna Ljubimova, rodila mu je dvije kćeri, Jelenu (koja je radila na Institutu za Partijsku povijest) i Veru (koja je radila u sovjetskom veleposlanstvu u Washingtonu) i sina Vladimira koji je radio kao urednik u Goskinu.
| Prethodnik Jurij Andropov | Vođa Sovjetskog Saveza 1984. – 1985. | Nasljednik Mihail Gorbačov |

| Prethodnik Vasilij Kuznjecov | Predsjednik Sovjetskog Saveza 1984. – 1985. | Nasljednik Vasilij Kuznjecov |